# Ana de Mendoza de la Cerda
Ana de Mendoza de la Cerda y de Silva Cifuentes, kněžna z Eboli, vévodkyně z Pastrany (španělsky: Doña Ana de Mendoza y de la Cerda; 29. června 1540, Cifuentes – 2. února 1592, Pastrana) byla španělská aristokratka, suo iure 2. kněžna z Mélita, 2. vévodkyně z Francavilly a 3. hraběnka z Aliana.

## Mládí
Byla dcerou Diega Hurtada de Mendoza y de la Cerda († 1578), vévody z Francavilly, knížete z Melita a aragonského místokrále a jeho manželky, doñy Marie Cataliny de Silva y Andrade, hraběnky de Cifuentes († 1576).

## Manželství
Ana, kněžna z Melita a vévodkyně z Pastrany, se v roce 1553 ve svých 13 letech na doporučení španělského regenta, budoucího krále Filipa II. provdala za Ruy Gómeze de Silva, 1. knížete z Éboli. Její manžel byl od roku 1559 hlavním radním a oblíbencem Filipa a kníže z Éboli. Možná byla slepá na jedno oko. Kněžna z Éboli byla považována za velmi atraktivní. Byla to energická osoba a v životě u dvora hrála významnou roli. Jednou z jejích přítelkyň byla královna Alžběta z Valois.
Měla deset dětí:
- Diego (asi 1558–1563)
- Ana de Silva y Mendoza (1560–1610), v roce 1572 se provdala za Alonsa Péreze de Guzmán, 7. vévodu z Mediny Sidonie
- Rodrigo de Silva y Mendoza (1562–1596), 2. vévoda z Pastrany
- Pedro de Silva y Mendoza (asi 1563)
- Diego de Silva y Mendoza (1564–1630), 1. markýz z Alenqueru
- Ruy de Silva y Mendoza (1565–), 1. markýz La Elisedy
- Fernando de Silva y Mendoza, později Pedro González de Mendoza (1570–1639)
- Maria de Mendoza y Maria de Silva (asi 1570)
- Juan de Silva a Mendoza

## Pozdější intriky
Po smrti svého manžela v roce 1573 strávila tři roky v klášteře. Do veřejného života se vrátila v roce 1576 a uzavřela u dvora alianci s královským státním tajemníkem Antoniem Pérezem (1540–1615). Byli obviněni ze zrady státního tajemství, což vedlo k jejímu zatčení v roce 1579. Zemřela o 13 let později ve vězení dne 2. února 1592.

## Vystoupení ve fikci
Existuje postava zvaná Kněžna Eboli založená na Aně v Schillerově hře Don Carlos, Infant von Spanien a Verdiho opeře Don Carlos. Je také námětem románu Kate O'Brienové That Lady a jeho filmové adaptace zvané též That Lady z roku 1955 s Olivií de Havilland v hlavní roli. Pátá a šestá epizoda seriálu 'Teresa de Jesus' natočená pro španělskou televizi v roce 1984, s Conchou Velasco jako Teresou a Patricií Adriani jako Eboli, podrobně popisují založení kláštera karmelitánských jeptišek na přání kněžny a všechny problémy, kterým čelila. La Tuerta, divadelní hra mapující život Any de Mendoza, byla uvedena v divadle Bedlam v rámci festivalu Edinburgh Fringe v srpnu 2008. Julia Ormond ji hrála ve filmu La Conjura de El Escorial (2008) a Belén Rueda v televizním filmu La princesa de Éboli (2010).

## Vývod z předků
|                        |                                                                                |  |                                        |                                                                       |  |  |  |  |  |  |  | Iñigo Lopez de Mendoza, 1. markýz ze Santillany |
|                        |                                                                                |  |                                        |                                                                       |  |  |  |  |  |  |  |                                                 |
|                        | Pedro González de Mendoza                                                      |  |                                        |                                                                       |  |  |  |  |  |  |  |                                                 |
|                        |                                                                                |  |                                        |                                                                       |  |  |  |  |  |  |  |                                                 |
|                        |                                                                                |  |                                        | Catarina Suárez de Figueroa                                           |  |  |  |  |  |  |  |                                                 |
|                        |                                                                                |  |                                        |                                                                       |  |  |  |  |  |  |  |                                                 |
|                        | Diego Hurtado de Mendoza, 1. hrabě z Melita                                    |  |                                        |                                                                       |  |  |  |  |  |  |  |                                                 |
|                        |                                                                                |  |                                        |                                                                       |  |  |  |  |  |  |  |                                                 |
|                        |                                                                                |  |                                        | Gomes Martins de Lemos                                                |  |  |  |  |  |  |  |                                                 |
|                        |                                                                                |  |                                        |                                                                       |  |  |  |  |  |  |  |                                                 |
|                        | Mencia de Lemos z Villanuevy                                                   |  |                                        |                                                                       |  |  |  |  |  |  |  |                                                 |
|                        |                                                                                |  |                                        |                                                                       |  |  |  |  |  |  |  |                                                 |
|                        |                                                                                |  |                                        | Maria de Azevedo                                                      |  |  |  |  |  |  |  |                                                 |
|                        |                                                                                |  |                                        |                                                                       |  |  |  |  |  |  |  |                                                 |
|                        | Diego Hurtado de Mendoza y de la Cerda                                         |  |                                        |                                                                       |  |  |  |  |  |  |  |                                                 |
|                        |                                                                                |  |                                        |                                                                       |  |  |  |  |  |  |  |                                                 |
|                        |                                                                                |  |                                        | Gastón de la Cerda y Sarmiento                                        |  |  |  |  |  |  |  |                                                 |
|                        |                                                                                |  |                                        |                                                                       |  |  |  |  |  |  |  |                                                 |
|                        | Inigo Lopez de La Cerda y Mendoza z Miedes, Albendiega a los Condemios de Suso |  |                                        |                                                                       |  |  |  |  |  |  |  |                                                 |
|                        |                                                                                |  |                                        |                                                                       |  |  |  |  |  |  |  |                                                 |
|                        |                                                                                |  |                                        | Leonor de la Vega y Mendoza                                           |  |  |  |  |  |  |  |                                                 |
|                        |                                                                                |  |                                        |                                                                       |  |  |  |  |  |  |  |                                                 |
|                        | Ana de La Cerda de Miedes y Mandayona                                          |  |                                        |                                                                       |  |  |  |  |  |  |  |                                                 |
|                        |                                                                                |  |                                        |                                                                       |  |  |  |  |  |  |  |                                                 |
|                        |                                                                                |  |                                        | Garcia de Castro z Castroverde                                        |  |  |  |  |  |  |  |                                                 |
|                        |                                                                                |  |                                        |                                                                       |  |  |  |  |  |  |  |                                                 |
|                        | Brianda de Castro z Mandayony                                                  |  |                                        |                                                                       |  |  |  |  |  |  |  |                                                 |
|                        |                                                                                |  |                                        |                                                                       |  |  |  |  |  |  |  |                                                 |
|                        |                                                                                |  |                                        | Mencia de Guzmán                                                      |  |  |  |  |  |  |  |                                                 |
|                        |                                                                                |  |                                        |                                                                       |  |  |  |  |  |  |  |                                                 |
| Ana de Mendoza z Éboli |                                                                                |  |                                        |                                                                       |  |  |  |  |  |  |  |                                                 |
|                        |                                                                                |  |                                        |                                                                       |  |  |  |  |  |  |  |                                                 |
|                        |                                                                                |  | Alfonso de Silva, 2.Conde de Cifuentes |                                                                       |  |  |  |  |  |  |  |                                                 |
|                        |                                                                                |  |                                        |                                                                       |  |  |  |  |  |  |  |                                                 |
|                        | Q40549991                                                                      |  |                                        |                                                                       |  |  |  |  |  |  |  |                                                 |
|                        |                                                                                |  |                                        |                                                                       |  |  |  |  |  |  |  |                                                 |
|                        |                                                                                |  |                                        | Isabel Rodriguez de Castañeda                                         |  |  |  |  |  |  |  |                                                 |
|                        |                                                                                |  |                                        |                                                                       |  |  |  |  |  |  |  |                                                 |
|                        | Fernando de Silva y Toledo, 4. hrabě ze Cifuentes                              |  |                                        |                                                                       |  |  |  |  |  |  |  |                                                 |
|                        |                                                                                |  |                                        |                                                                       |  |  |  |  |  |  |  |                                                 |
|                        |                                                                                |  |                                        | Fernando III. Alvarez de Toledo, 1. hrabě d'Oropesa, pán z Xarandilly |  |  |  |  |  |  |  |                                                 |
|                        |                                                                                |  |                                        |                                                                       |  |  |  |  |  |  |  |                                                 |
|                        | Kateřina Alvarez de Toledo                                                     |  |                                        |                                                                       |  |  |  |  |  |  |  |                                                 |
|                        |                                                                                |  |                                        |                                                                       |  |  |  |  |  |  |  |                                                 |
|                        |                                                                                |  |                                        | Leonor de Zúñiga                                                      |  |  |  |  |  |  |  |                                                 |
|                        |                                                                                |  |                                        |                                                                       |  |  |  |  |  |  |  |                                                 |
|                        | Catalina de Silva y Andrade                                                    |  |                                        |                                                                       |  |  |  |  |  |  |  |                                                 |
|                        |                                                                                |  |                                        |                                                                       |  |  |  |  |  |  |  |                                                 |
|                        |                                                                                |  |                                        | Diego de Andrade, 7. pán z Andrade                                    |  |  |  |  |  |  |  |                                                 |
|                        |                                                                                |  |                                        |                                                                       |  |  |  |  |  |  |  |                                                 |
|                        | Fernando de Andrade, 8. pán a 1. hrabě z Andrade                               |  |                                        |                                                                       |  |  |  |  |  |  |  |                                                 |
|                        |                                                                                |  |                                        |                                                                       |  |  |  |  |  |  |  |                                                 |
|                        |                                                                                |  |                                        | Maria de las Mariñas                                                  |  |  |  |  |  |  |  |                                                 |
|                        |                                                                                |  |                                        |                                                                       |  |  |  |  |  |  |  |                                                 |
|                        | Catalina de Andrade Zúñiga y Ulloa                                             |  |                                        |                                                                       |  |  |  |  |  |  |  |                                                 |
|                        |                                                                                |  |                                        |                                                                       |  |  |  |  |  |  |  |                                                 |
|                        |                                                                                |  |                                        | Sancho Sanchéz de Ulloa                                               |  |  |  |  |  |  |  |                                                 |
|                        |                                                                                |  |                                        |                                                                       |  |  |  |  |  |  |  |                                                 |
|                        | Francisca de Zúñiga Ulloa y Biedma, 2. hraběnka z Monterrey                    |  |                                        |                                                                       |  |  |  |  |  |  |  |                                                 |
|                        |                                                                                |  |                                        |                                                                       |  |  |  |  |  |  |  |                                                 |
|                        |                                                                                |  |                                        | Teresa de Zúñiga y Biedma, 2. vikomtesa z Monterrey                   |  |  |  |  |  |  |  |                                                 |
|                        |                                                                                |  |                                        |                                                                       |  |  |  |  |  |  |  |                                                 |